# Julianstown
Julianstown (en irlandais, Baile Iúiliáin) est un village dans le comté de Meath, en Irlande. 
Près de Drogheda, il se trouve sur la R132. 
En 1641, la Bataille de Julianstown y a été menée pendant la Rébellion irlandaise de 1641.
Julianstown est situé sur la rivière Nanny qui rejoint la mer à Laytown, à environ 3 km. 
Le village possède deux églises : une église catholoque romaine et une autre relavant de l'Église d'Irlande.  Une école publique et un pub s'y trouvent aussi.

## Histoire
La paroisse de Julianstown est située dans la baronnie de Lower Duleek et dans le comté de Meath. Elle fait partie de l'Union catholique romaine de Stamullen. Julianstown est important en ce qu'il possède un pont sur la rivière Nanny, sur la route entre Dublin et Belfast.
L'une des premières mentions de Julianstown commémore la bataille de Julianstown en 1641 qui a eu lieu près du pont. En effet, une plaque commémorative sur le pont a été érigée par Billy Butlin dans les années 1960. [citation nécessaire] Vers le sud du village se trouve la très petite rivière Bradan (en irlandais, An Bradan) qui se jette dans la mer à Mosney.
Julianstown était le siège de la famille Moore qui vivait à Julianstown House et occupait le terrain qui contient maintenant l'agglomération de Julianstown West. La carte routière de l'Irlande de Taylor et Skinner de 1783 fait référence au siège de Moore et montre également le lieu de culte de l'Église d'Irlande qui existe encore aujourd'hui. Il y a peu de preuves d'une autre habitation à cette époque. Taylor et Skinner montrent également la borne dans le centre du village marquant 20 miles irlandais à Dublin. Cette marque est encore visible aujourd'hui. Une autre mention de William Moore figure dans le dictionnaire topographique de Lewis de l'Irlande (1837).
Les Moores ont loué le terrain à des propriétaires anglo-irlandais, dont Anna Disney, l'épouse de Brabazon William Disney, doyen d'Armagh. Le terrain sur lequel se trouve le village actuel a été loué à Francis et Mary Thornburgh (née Moore) en 1763 par William Moore. Dans le bail, le terrain était décrit comme :

….. all that dwelling house offices orchard and garden thereunto adjoining known by the name of the Blackhorse Head Inn situate near Julianstown Bridge aforesaid together with the piece of parcel of ground opposite said house containing by common estimation 300 feet in length and 73 feet in depth more or less formerly known by the name of the Malt House bounded on the East by the Turnpike Road and on the North by the said William Moore's ground adjoining the lands called the Corroge with two cabins or tenements standing thereon all of which lands and premises are situate in the Barony of Duleek and County of Meath.

… .. toute cette maison d'habitation, bureaux, verger et jardin attenant connu sous le nom de Blackhorse Head Inn situé près du pont Julianstown susmentionné avec la parcelle de terrain en face de ladite maison contenant par estimation commune 300 pieds de longueur et 73 pieds de profondeur ; profondeur plus ou moins anciennement connue sous le nom de Malt House délimitée à l'est par la route Turnpike et au nord par le terrain dudit William Moore attenant aux terres appelées le Corroge avec deux cabanes ou immeubles sur lesquels se dressent tous terrains et locaux sont situés dans la baronnie de Duleek et le comté de Meath.

Le terrain fut en outre sous-loué au major Charles Pepper du château voisin de Ballygarth en 1801. En 1856, Pepper rendit son bail perpétuel en vertu de la législation de l'époque, une grande partie du centre du village étant construite par la famille Pepper. Vers 1889, les chalets du village, connus sous le nom de Swiss Cottages, ont été construits pour les ouvriers du domaine. La maison publique originale de Julianstown s'appelait le Black Horse Inn et était une auberge de courrier, où se trouvent maintenant le pub et le restaurant Lime Kiln.
Une partie importante du patrimoine de Julianstown rejoint l'histoire de la meunerie. Au XIXe siècle, quatorze moulins fonctionnaient le long de la Nanny, soit des moulins à lin, soit des moulins à maïs. 
Le village a été habité au début du XIXe siècle et, en 1869, une forge a été installée par Bartholomew Tiernan sur un terrain adjacent à la rivière Nanny, certaines de ses ferronneries, commandées pour les chalets, peuvent encore être vues à ce jour à Julianstown. En effet, dans le passé, Julianstown avait un dispensaire, un palais de justice, un central téléphonique, un magasin, une carrière, un four à chaux et une caserne de police (Garda).

## Légendes locales
L'histoire d'East Meath et de Julianstown est étroitement liée à celle de St Patrick qui est réputé pour avoir jeté une malédiction sur la rivière Nanny, raison pour laquelle aucun saumon ne se trouve dans la rivière. La tradition veut aussi que le saint ait fait son premier converti qui s'appelait Benignus, maintenant Benignus of Armagh, à Mosney Wood, en utilisant l'eau d'un puits voisin pour le baptiser
Situé dans la paroisse de Julianstown, à environ 3 kilomètres à l'extérieur du village, près de l'endroit où la Nanny entre dans la mer, se trouve un tumulus en forme de ruche sur la rive nord, connu localement sous le nom de Tombeau de Laogh.

## Enseignement
Julianstown a une école primaire, Whitecross National School, fondée en 1826 (en irlandais, Scoil Cros Bán). Depuis août 2019, un nouveau bâtiment ultramoderne est en cours de construction, les extensions des années 1980 subissant la démolition.

## Églises, croix et puits sacrés
La croix de Keenogue est une partie intéressante d'une croix du XVe siècle, dont le site d'origine est inconnu. L'arbre de la croix est sculpté sur chacun de ses quatre côtés, encadrant en bas, la Crucifixion, Marie embrassant le Christ mort, St Lawrence et Saint Jacques.
Whitecross est le nom du quartier de Julianstown où se trouve l'école et tire son nom de ce qui était probablement un termon ou une frontière. Il a depuis été détruit.
St Patrick's Well est une petite source naturelle juste à l'est du remblai de la voie ferrée, à environ 100 mètres au sud de la gare de Mosney. Le puits de St Columcille est situé à Calliaghstown et on lui attribue la guérison des verrues et des plaies. Une petite statue surmonte le puits, elle date du XIVe siècle, elle est taillée dans de la pierre oolite apportée d'Angleterre.

## Galerie

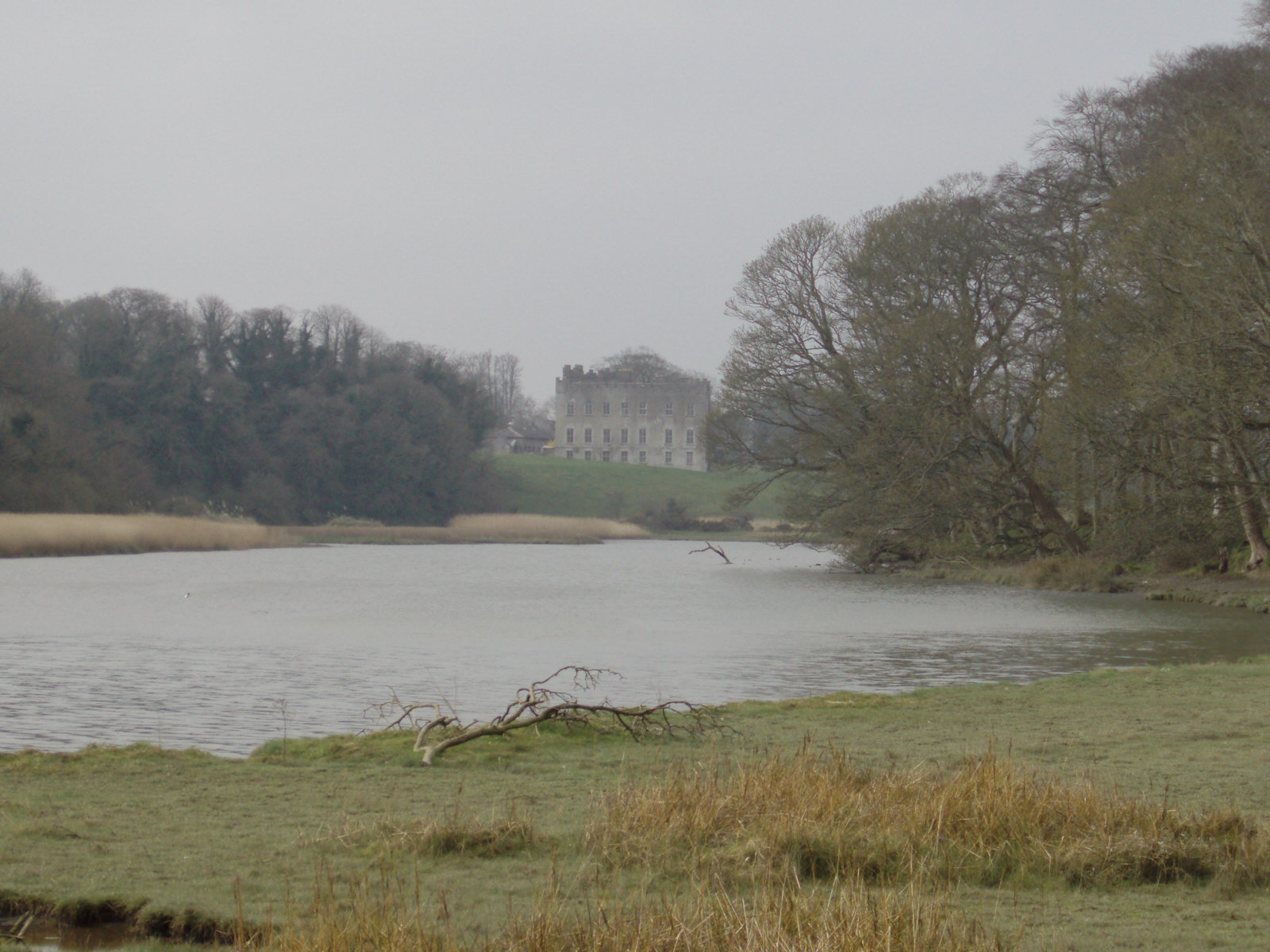
Ballygarth Castle.
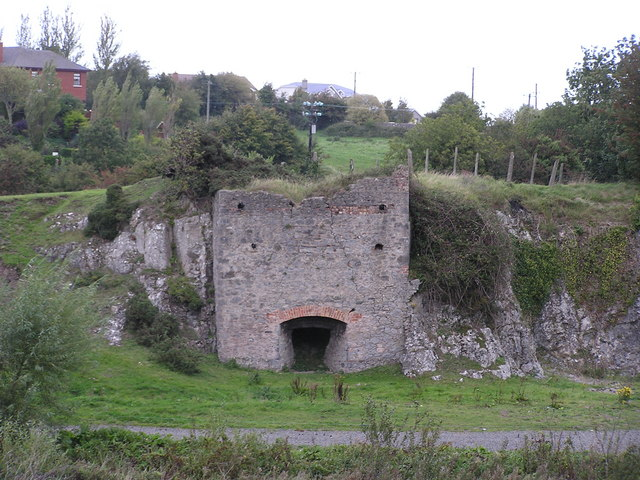
Ancien four à chaux.
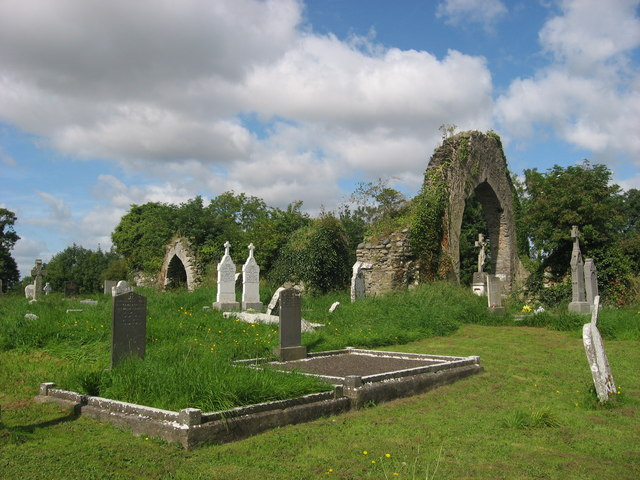
Église médiévale en ruines.